# Kävlinge (Gemeinde)
Koordinaten: 55° 48′ N, 13° 7′ O

Kävlinge [ ̌cɛːvliŋə] ist eine Gemeinde (schwedisch kommun) in der schwedischen Provinz Skåne län und der historischen Provinz Schonen. Der Hauptort der Gemeinde ist Kävlinge.
Aus der Gegend um Kävlinge stammt der gleichnamige Käse.

## Orte
Folgende Orte sind Ortschaften (tätorter):
- Barsebäck
- Barsebäckshamn
- Dösjebro
- Furulund
- Hofterup
- Kävlinge
- Lilla Harrie
- Löddeköpinge
- Sandskogen